# Dishonored
Dishonored je akční stealth steampunková videohra vytvořená společností Arkane Studios pro Microsoft Windows, Xbox 360, Xbox One, PlayStation 3 a PlayStation 4 a distribuovaná firmou Bethesda Softworks. Hra kromě dalších ocenění získala cenu „hra roku“ od British Academy Games Awards (Bafta) za rok 2013.

## Příběh
Hlavní protagonista hry se jmenuje Corvo Attano, osobní strážce císařovny. Corvo se právě vrací z neúspěšné zahraniční cesty domů, do císařského města Dunwall. Corvo měl za úkol získat pomoc ostatních ostrovních států v boji proti krysímu moru. Po svém návratu je přijat u císařovny Jessamine Kaldwin, která je následně zavražděna, a její dcera Emily, dědička trůnu, je unesena. Corvo je obviněn šéfem císařské špionáže Hiramem Burrowsem z její vraždy a zatčen. Půl roku je mučen ve vězení, aby se k vraždě přiznal. Vraždu totiž zosnoval právě Burrows, který se následně prohlásil lordem regentem, a přiznání by se mu mohlo hodit.
Corvovi se však díky pomoci zvenčí podaří z věznice uprchnout před jeho plánovanou popravou. Skrze místní stoky se dostane k Samueli Beechworthovi, který ho přepraví ke skupince, kteří si říkají loyalisté. Skupinu vede vysloužilý admirál Farley Havelock, který se po císařovnině smrti snažil ovládnout armádu. Po jeho boku stojí Treavor Pendleton, dunwallský šlechtic. Tito vědí, že vraždu nechal objednat Burrows, a také ho chtějí svrhnout. Rekrutují Corva jako zabijáka, jehož cílem je odstranit hlavní pilíře Burrowsovy moci a nakonec lorda regenta samého. Corvovi je k dispozici Piero Joplin, zneuznaný vědec a vynálezce, autor jednoho ze dvou léků na krysí mor, který ho opatří specifickou maskou.
Corvo tak prvně musí odstranit Thaddeuse Campbella, nejvyššího dozorce Opatství všech (Abbey of Everyman) a pravou ruku lorda regenta, přičemž osvobodí třetího člena loyalistického triumvirátu Teague Martina. Poté zlikviduje dvojčata Morgana a Custise Pendletonovi, Treavorovy bratry a hlavní opory režimu v parlamentu. Při jejich likvidaci také zachrání mladou Emily. Následně se mu podaří unést císařského lékaře Antona Sokolova, vynálezce druhé verze léku na krysí mor. Díky Campbellovu deníku, skrývajícímu choulostivé informace, dosadí loyalisté Martina jako nového nejvyššího dozorce. Také zjistí, že Burrows má milenku z rodu Boyleových, která regentství podporuje finančně.
Poté, co lord regent ztratil církevní, parlamentní i finanční podporu, infiltroval Corvo Dunwallskou věž, regentovo sídlo, s cílem regenta odstranit. Po pádu režimu je však Corvo loyalisty otráven, jejich služebníci povražděni a Emily opět unesena. Corvo se zachrání jen díky tomu, že mu sympatizující Samuel nedá plnou dávku jedu. Jeho bezvědomé tělo je puštěno v loďce na vodu a nakonec nalezeno nájemnými vrahy v Zaplavené čtvrti. Zabijáci Corva zajmou a uvězní. Attanovi se však opět podaří uprchnout a zlikvidovat vůdce zabijáků Dauda, který zavraždil císařovnu.
Při svém návratu do bývalé centrály loyalistů zjistí, že se Havelock prohlásil novým lordem regentem. Podaří se mu zachránit Sokolova a Joplina a zjistit polohu triumvirátu. Ti se skrývají na ostrově Kingsparrow ve zdejší pevnosti na vrcholku majáku. Corvovi se podaří infiltrovat pevnost i maják a zneškodnit zrádnou trojici. Následuje jedno ze tří možných zakončení podle akcí spáchaných během hry:
1. Dobrý konec (s nízkým počtem zabití): Emily se stane císařovnou, všichni bujaře slaví a na mor je nalezen lék. Dle druhého dílu je tento příběhový konec kanonický.
2. Hořkosladký konec (s vysokým počtem zabití a zachráněnou Emily): Emily se sice stane císařovnou, ale občané jsou neslušní a mor nadále likviduje město.
3. Špatný konec (s vysokým počtem zabití a mrtvou Emily): Emily, kvůli smrti společně s Havelockem, se nestala císařovnou. Občané jsou neslušní a mor nadále likviduje město.

## Postavy
Hlavní protagonisté
- Corvo Attano – Ústřední protagonista, císařský osobní strážce. Pochází ze Serkonosu.
- Jessamine Kaldwin – Císařovna, která byla zavražděna po Corvově návratu.
- Emily Kaldwin – Dcera Jessamine, dědička císařského trůnu. Kresba, kterou Emily v průběhu hry nakreslí, a poznámka v Havelockově deníku z konce hry naznačují, že je Attanovou dcerou.

Cíle
- Thaddeus Campbell – První cíl hry. Nejvyšší dozorce Opatství kdežkoho, tedy nejvyšší církevní osoba Dunwallu. Pravá ruka lorda regenta Burrowse. Svou moc v čele Opatství využívá k likvidaci nepohodlných osob, které označí za kacíře a nechá je odstranit. Má slabost pro alkohol a ženy, ve své tajné místnosti v Opatství často přijímal prostitutky z místního nevěstince Zlatá kočka. Neměl příliš v lásce kapitána Curnowa a pokusí se ho otrávit čemuž máte v rámci vedlejšího úkolu zabránit.

Nenásilná likvidace: Corvo najde ve stanovách Opatství klauzuli o rituálu označování kacířů. Poté musí najít kacířský cejch, omráčit Campbella, odvést ho do výslechové místnosti a označkovat ho oním cejchem. Campbell je tak označen jako kacíř a vyhnán z řádu. Pokud toto hráč učiní, je Campbell později ve hře k nalezení jako weeper.
- Custis a Morgan Pendletonovi – Bratři z rodu šlechticů.
- Anton Sokolov – Dvorní lékař, vědec, vynálezce a umělec, který stojí za industrializací Dunwallu.
- Hiram Burrows – Na začátku hry šéf špionáže. Zavlekl do Dunwallu krysí mor ve snaze potlačit místní chudobu. Poté, co se mor začal šířit i mezi vyšší vrstvy společnosti, požadoval přísnou karanténu a odsun veškerých nakažených do Zaplavené čtvrti, kde by byli ponecháni svému osudu, případně rovnou zavražděni. Jelikož císařovna Jessamine se proti tomuto plánu postavila, zosnoval její vraždu a unesl její dceru a nástupkyni Emily, kteréžto činy pak hodil na Corva. Následně se prohlásil lordem regentem a začal uskutečňovat své plány. Zavedl tuhý vojenský režim.

Nenásilná likvidace: Corvo zajistí v Burrowsově trezoru nahrávku, ve které se přiznává k rozšíření moru a zabití císařovny. Tu pak přehraje ve vysílací stanici, odkud se vysílá propaganda po celém městě. Burrows je pak svržen rozzuřeným lidem.
- Lady Boyle – Jedna z nejkrásnějších žen v Dunwallu. Šlechtična a milenka Hirama Burrowse.
- Daud – Vůdce zabijáků známých jako Velrybáři. Pochází ze Serkonosu, stejně jako Corvo. I jemu propůjčil Outsider magické schopnosti, které nějakým způsobem zčásti přenesl na členy svého gangu. To on zabil císařovnu Jessamine, ačkoliv toho později litoval. Do hry vstupuje poté, co je Corvo otráven a poslán na loďce po toku vody. Velrybáři ho zajmou a Daud ho nabídne Havelockovi za odměnu. Corvo však uteče a Dauda zlikviduje.

Nenásilná likvidace: Corvovi stačí na nenásilnou likvidaci pouze Dauda omráčit a vzít mu jeho peněženku. Není vyžadován žádný extra postup. Omráčení se může projevit jako trochu obtížnější, neboť Daud je imunní vůči uspávacím šipkám a schopnost Bend Time na něj nepůsobí. Je tedy potřeba dostat se za jeho záda a omráčit ho škrcením.
Loyalisté
- Farley Havelock – Vůdce loyalistů, vysloužilý admirál a válečný veterán. Po zavraždění císařovny se pokusil získat vliv nad armádou, ale selhal a byl Burrowsem odstraněn. Založil skupinu loyalistů pro boj proti režimu, jejichž sídlo je jím vlastněná hospoda Hound Pits Pub. Je to on, kdo zadává Corvovi jednotlivé mise. Po odstranění lorda regenta Burrowse nechá Corva otrávit a osobně povraždí nižší členy loyalistického spiknutí, aby poté, co se chopí moci, nemohli vyzradit jejich činy. Stane se lordem regentem a usídlí se na majáku na ostrově Kingsparrow. Jeho osud se liší podle míry chaosu, kterou hráč nastřádal během hry. Pokud je nízká, Havelock otráví své dva spojence (Pendletona a Martina) a podle útržků z řeči k sobě samému propadl do stavu paranoie. Corvo ho pak může buď zabít, nebo jen omráčit. Pokud je hodnota chaosu vysoká, drží Havelock na vrcholku majáku Emily jako rukojmí. Pokud Corvo nezasáhne, spáchá admirál sebevraždu a vezme sebou i Emily, pokud ho Corvo zraní, spadne z majáku dolů.
- Treavor Pendleton – Přehlížený třetí bratr Pendleton.
- Teague Martin – Jeden ze vševidoucích, později pak nejvyšší vševidoucí.
- Piero Joplin – Pokoutný vynálezce, tvůrce Corvovy masky a jeho pomůcek. Později s Antonem Sokolovem vymýtili mor.
- Samuel Beechworth – Převozník a bývalý námořník.
- Callista Curnow – Jedna ze služebných v Hound Pits.

Ostatní
- The Outsider – Jedná se o mocnou magickou postavu, boha. Outsider není charakterizován jako dobrý či zlý bůh, pouze propůjčuje své magické schopnosti zajímavým lidem a poté nechá na nich, jak s nimi naloží. Takto dal schopnosti Daudovi a Corvovi. Vypadá jako muž kolem 30 let s krátkými hnědými vlasy, oblečen je prostě a stroze. Lidé ho uctívají pomocí run či amulety vyřezaných z velrybích kostí. Někdy se u takovýchto lidí může vyvinout až posedlost. Jeho svatyně jsou prosté, pouze hrubý dřevěný stolek s ozdobami, na kterém leží runa. Opatství každého považuje lidi, uctívající Outsidera, za heretiky a celý jeho kult se snaží potlačit.
- Slackjaw – Vůdce pouličního gangu Bottle Street Gang. Ve staré destilerce vyrábí ze Sokolovových elixírů vlastní nápoj. Podle srdce je nemanželským synem prostitutky a prince. Slackjawovi členové gangu ovládají druhou polovinu města a jsou hlavní nepřátelé městské stráže. Corvo potká Slackjawa v druhé misi. Ten mu zadá vedlejší úkol s cílem získat zprávy od jeho nejlepšího muže, který měl za cíl vyzvídat u doktora Galvaniho. Poté, co hráč najde jeho mrtvolu se zvukovým záznamem poblíž, Slackjaw mu za odměnu dá klíče k opuštěnému hotelu, což usnadní hráči přístup k cílovému bordelu Zlatá kočka. Slackjaw ve stejné misi zadá i druhý úkol. Pokud Corvo získá kombinaci k sejfu od překupníka s uměním, Slackjaw se postará o odstranění dvojčat Pendletonových. Nechá jim vyříznout jazyky, oholit je a poslat do jednoho z jejich vlastních dolů jako otroky.
- Granny Rags (Bábi Hadrová), vlastním jménem Vera Moray
- Dr. Galvanni – Doktor Galvanni je doktor žijící ve velkém domě na Cleavering bulvar. Jedná se o třetího člověka v Dunwallu, který se pokouší vyléčit mor. Na rozdíl od Sokolova a Piera ovšem nevyrábí elixír a pokouší se jenom zjistit proč jsou krysy agresivní. Ve svém domě má vlastní laboratoř kde pitvá krysy. Má také vlastní hejno krys, na kterých zkoumá jejich chování. Jeho velkým vzorem je Anton Sokolov.

## Hratelnost
Hra je viděna z pohledu vlastních očí. Hráč postupuje příběhem na základě plnění misí. V každé misi má pevně daný úkol, který je třeba splnit. Vyskytují se i postranní nepovinné úkoly. Hlavní úkol, pokud se jedná o likvidaci nějakého cíle, se dá splnit buď násilnou nebo alternativní cestou. Hráč je v každé misi přenesen do určité lokace, kde plní cíle. V lokacích narazí na nepřátele i civilisty. Průchody lokacemi mohou být variabilní a k cíli vede několik cest. Hráč může zvolit také několik typů hraní, může hrát agresivně a zabíjet nepřátele v otevřeném boji, může je zabíjet skrytě či je jen omráčit, popřípadě se jim může zcela vyhnout. Pokud hráč zvolí agresivní postup, hra generuje v následných misích více nepřátel. S (ne)agresivním postupem také souvisí míra chaosu, kterou hráč svým jednáním (zabíjením nepřítel) přímo ovlivňuje. Pokud je míra chaosu vysoká (agresivní postup), pak je konec hry temnější (mor nadále ničí město), pokud je nízká (mírumilovný přístup), pak je konec jasnější (Emily moudrá císařovna, mor zcela vyléčen).
Hráč využívá obě ruce postavy, v pravé je defaultně umístěn nůž, který slouží jako útočná i obranná zbraň, do levé ruky si může nastavit pomocnou schopnost či předmět. Mezi předměty patří (upravitelná) pistole, (upravitelná) minikuše s různými šípy (normální, uspávací, zápalné), granáty, výbušné pasti a zařízení na úpravu elektrických obranných prostředků (jako jsou elektrické sloupy, obranné věže či světelné zdi), které pak zraňují nepřátele místo hráče. Speciálním předmětem je pak srdce, které ukazuje hráči umístění run a kostěných amuletů. Schopnosti (kouzla) může hráč využívat až po útěku z vězení, patří sem Blink (okamžitý přesun na krátké vzdálenosti), Dark Vision (vidění nepřátel a předmětů skrze zdi), Possession (schopnost posednout zvířata a lidi), Bend Time (schopnost zpomalit či zastavit čas), Devouring Swarm (přivolá roj krys, které napadnou nepřítele) a Windblast (vyvolá větrné víry). Každá schopnost má dva stupně, které se odemykají za sebrané runy. Za runy také můžete koupit pasivní dovednosti (opět ve dvou stupních): Vitality (více života a rychlejší regenerace), Agility (delší skok a vyšší rychlost pohybu), Blood Thirsty (schopnost stavu zvýšeného adrenalinu) a Shadow Kill (zabitý nepřítel se rozplyne).

## Svět Dishonored
Svět Dishonored je vyobrazen jako temná verze steampunku spojeného s magií. Nachází se zrovna v době průmyslové revoluce, která byla umožněna párou a energií získanou z velrybího oleje. Kvůli tomu prakticky celá říše závisí na lovu velryb.
Civilizovaný svět, nacházející se na severozápadních Ostrovech (The Isles), je rozdělen na čtyři ostrovní monarchie – Gristol, Serkonos, Tyvia a Morley. Ačkoliv jsou celkem široce autonomní, spojuje je osoba císařovny a říše, do které všechny čtyři monarchie spadají.
- Tyvia – Nejsevernější ostrov a monarchie pod vedením tribunálu Vysokých Soudců. Většinu roku je pokryta ledem a má silně nepřátelský ekosystém, což se odráží na drsnosti obyvatelstva a jeho sklonu k izolovanosti. Její hlavní profit spočívá v lovu velryb. Mimo jiné se zde připravují kvalitní vína a těžba zvláštní, ale kvalitní odrůdy železné rudy. Stále zde existuje systém nevolnictví gulagů. Hlavní město je Dabokva.

- Morley – Ostrov a monarchie nacházející se východně mezi Tyvií a Gristolem. Pod vedením krále, ostrov má sice ponurou atmosféru, ale zato lid je vytrvalý, kreativní a temperamentní. Morley má bohatou historii na umělce a hudebníky. Krátce tu trvalo povstání proti Gristolu a říši, které vedlo k námořním bitvám. Nakonec bylo povstání zažehnáno, avšak mělo to na Morley negativní dopad, a to hladomor.

- Gristol – Největší ostrov ze všech čtyřech. Nachází se jižně od Tyvie a Morley. Tato monarchie je zřejmě ta nejschopnější. V Gristolu je hlavní město říše jménem Dunwall, ve kterém žije císařovna. Gristol má nejsilnější námořnictvo.

Dunwall je vyobrazen jako temné místo, tvrdě zasažené krysím morem. Na ulici se válejí mrtvoly připravené k vyexpedování a hlídkuje Městská hlídka. V částech města, kvůli úpadku moci státu v důsledku chaosu šířeného morem, vládnou pouliční gangy. Podle vývojářů byl předobrazem Dunwallu Londýn během velké morové rány. V Dunwallu se odehrává děj Dishonored.
- Serkonos – Nejjižnější ostrov a monarchie, které vládne kníže. Serkonos je známý jako „Klenot jihu", díky svému teplému klima a dlouhým plážím. Díky tomu je často navštěvován obyvateli z ostatních ostrovů. Kvůli časté lodní dopravě bývá Serkonos obklopen piráty. Serkonos je také znám svými pokrmy. Většina energie na Serkonosu pochází z větrníků, jelikož je ostrov často bičován silnými větry. V hlavním městě tohoto ostrova jménem Karnaca se odehrává děj Dishonored 2.

Na východ od Ostrovů se nachází obrovský kontinent Pandyssia. Tento kontinent je prakticky neobydlený a téměř neprozkoumaný. Je pokryt džunglemi a na některých místech i pouštěmi. Byl cílem mnoha výzkumných expedic, díky nimž byla objevena nová, bizarní zvířata. Nacházejí se zde lidé, ale jsou primitivní a o civilizaci na Ostrovech vůbec nic neví. Z Pandyssie byl do Dunwallu převezen krysí mor.

## Stahovatelný obsah

### Dunwall City Trials
Dunwall City Trials je první stáhnutelné DLC k základní hře Dishonored. Bylo vydáno 11. prosince 2012. DLC nepřidává žádný příběh, nýbrž 10 různých map, ve kterých bude hráč plnit různé úkoly typu odolávání vlnám nepřátel či kradmé zabíjení na čas. Výsledky jednotlivých map se pak budou započítávat do mezinárodního žebříčku. Mapy jsou rozdělené pro čtyři aspekty hráče, čímž je Stealth, Akce, Kreativita a Mobilita. Taktéž DLC přidává nové achievementy.

### The Knife of Dunwall
The Knife of Dunwall je druhé stáhnutelné DLC k základní hře Dishonored. Bylo oznámeno 13. března 2013 a vydáno 16. dubna 2013 pro PlayStation 3, Xbox 360 a PC. DLC se odehrává šest měsíců po vraždě císařovny z pohledu císařovraha Dauda.
DLC přináší nové lokace jako Rothwildská velrybářská jatka nebo Timshovo panství. Přináší i 10 nových achievementů, 5 nových kostěných amuletů, nové vybavení, čímž je elektrická mina, dýmovnice a omračovací mina. Kuše je nahrazena malou zápěstní kuší, tzv. Wristbow. Jsou přidány tři nové schopnosti – Void Gaze (funguje jako Corvova schopnost Dark Vision – schopnost vidět nepřátele a předměty skrz zdi zkombinovaná s funkcí srdce – označovaní amuletů a run), Summon Assassin (na určeném místě Daud vyvolá jednoho ze svých zabijáků) a Arcane Bond (tato schopnost umožňuje sdílet Daudovi schopnosti s vyvolaným zabijákem). Tyto tři nové schopnosti nahradí Dark Vision, Devouring Swarm a Windblast. Taktéž schopnost Possesion v tomto DLC chybí. Schopnost Blink (teleportace na krátkou vzdálenost) zároveň zastaví čas při rozhodování se kam se teleportovat. DLC přidává možnost tzv. Favors, tedy služby, které se dají koupit. Kupříkladu se díky ní někde na mapě objeví nová runa či se označí jiný vchod do sídla.
Příběh
The Knife of Dunwall začíná během atentátu na císařovnu, a to z pohledu Dauda. V okamžiku, kdy probodne císařovnu, je Daud vtažen do Prázdnoty (The Void), kde se setká s Cizincem (Outsider). Cizinec nejednoznačně promlouvá k Daudovi, že jeho příběh brzy skončí, ale jak skončí, bude záviset na tom, zda najde Delilah.
O šest měsíců později, Daud zjišťuje zmínku o velrybářské lodi s názvem Delilah, která právě zakotvila v Rothwildských jatkách (Rothwild Slaughterhouse). Daud a jeho spolupracovnice Billie Lurk vyšetřují stopy v jatkách. Nakonec zjistí, že loď patřila mužovi jménem Arnold Timsh. Timsh prodal loď Rothwildovi poté, co prohlásil, že „její jméno ho pronásleduje.“
Daud a Billie poté navážou kontakt s Arnoldovou neteří jménem Thalia Timsh. Thalia má informaci o Delilah, kterou je ochotna prozradit, ale pouze v případě, že Daud získá poslední vůli a zbaví se Timshe, jelikož chce Thalia získat jeho majetek. Zatímco je Daud v Timshovo panství, narazí na sochu čarodějnice jménem Delilah. Ta začne k Daudovi promlouvat. Řekne mu, aby pro své dobro a dobro svých zabijáků toho nechal. On neuposlechne a poslední vůli stejně ukradne. Taktéž zlikviduje Timshe.
Po návratu poslední vůle Thalii, ona řekne Daudovi vše, co ví o Delilah. Podle jejích slov byl Arnold umělec a malíř. Byl Delilah unešený, jako by ho očarovala. Když byla Thalia s Arnoldem na jedné seanci v panství Boylů, tak se u nich zjevila Dalilah. Zahlédli ji v panství Brigmore, kde Dalilah na plátno psala Daudovo jméno.
Po návratu do Zatopené čtvrti, kde má Daud a jeho gang úkryt, je čtvrť obsazena Vševidoucími (Overseers). Daudovi se nakonec podaří čtvrť dobýt zpět a osvobodit všechny své zabijáky. Tehdy následují dva konce podle úrovně chaosu:
1. Vysoký chaos (vysoký počet zabitých): Jakmile dobyjí čtvrť, tak se na rozpadlé střeše blízké budovy shromáždí většina zabijáků včetně Billie. Náhle se však objeví Delilah. Tehdy se Billie odhalí a vyjde najevo, že s ní spolupracuje. Dojde k boji mezi Daudem a Billie. Buď hráč Billie zabije, nebo uspí šipkami. Finální scéna pod komentářem Cizince ukazuje, jak se k Daudovi tiše přibližuje Corvo s napřaženým mečem.
2. Nízký chaos (nízký počet zabitých): Jakmile dobyjí čtvrť, tak se na rozpadlé střeše blízké budovy shromáždí většina zabijáků včetně Billie. Ta se Daudovi přizná, že to ona prozradila Všemidoucím polohu Daudova úkrytu. Tehdy se objeví Delilah a vyjde najevo, že s ní Billie spolupracovala. Billie se sama nabídne, ať ji Daud zabije, nebo ať ji nechá žít. Pokud ji hráč nechá žít, tak Billie odpluje pryč z města (dle druhého dílu je tento příběhový konec kanonický). Finální scéna ukáže, že se k Daudovi blíží Corvo s napřaženým mečem, ale Daud o něm ví. Pokud ji hráč zabije, tak se ukáže finální scéna, v níž Daud stojí nad mrtvolou císařovny.

### The Brigmore Witches
The Brigmore Witches je třetí stáhnutelné DLC k základní hře Dishonored. Bylo vydáno 13. srpna 2013 pro PlayStation 3, Xbox 360 a PC. DLC se odehrává prakticky ihned po DLC The Knife of Dunwall opět z pohledu Dauda, který řeší problém s Delilah a čarodějnicemi.
DLC přináší nové lokace jako Panství Brigmorů (Brigmore Manor) nebo Drapers Ward. Přináší i 10 nových achievementů, 2 nové kostěné amulety a 9 Corrupted Charms, tedy "prokleté amulety". Ty sice přidávají hráčovi výhody, ale zároveň si něco berou (např. amulet sice pohltí část přijatého poškození, ale zároveň však hráče zpomaluje). Vybavení, schopnosti a kostěné amulety jsou stále stejné jako v předešlém DLC The Knife of Dunwall, dokonce se zachovávají i hráčovi stejné modifikace výbavy a schopností jako v The Knife of Dunwall. Avšak je přidána nová schopnost Pull (Daud k sobě přitáhne nějakou věc nebo i člověka. Připomíná telekinezi). Taktéž Favors jsou v tomto DLC zachovány.
Příběh
The Brigmore Witches začíná v okamžiku, kdy má Daud sen o boji proti Corvovi Attanovi. Corvo jej zabíjí a Daud se probouzí v úkrytu svého gangu po boku svých zabijáků.
Daud má v plánu najít čarodějnici Delilah, která je na panství Brigmore mimo dunwallskou karanténní zónu, a překazit její plány. Vyhledá služby ženy jménem Lizzy Stride, vůdkyně gangu Dead Eels (Mrtví úhoři), která je schopna překročit karanténní zónu skrz řeku Wrenhaven na své lodi. Nicméně zjišťuje, že Lizzy byla zatčena a převezena do vězení Coldrige.
Daud má v plánu Lizzy osvobodit. Věznice Coldrige je po uprchnutí Corva silně hlídána. Díky odvodněnému příkopu se Daud dostane dovnitř. Zde dokonce objeví mrtvou brigmorskou čarodějici ve vyslýchací místnosti. Podaří se mu najít Lizzy. Zjišťuje, že byla zrazena druhým velitelem Edgarem Wakefieldem, který ji podal Městské hlídce a převzal kontrolu nad Dead Eels. Řekne mu, že jestliže bude chtít odplout, bude muset zlikvidovat Wakefielda. Daud osvobodí Lizzy a uprchne s ní z vězení.
Daud poté cestuje do čtvrti Drapers Ward, kde kotví Lizzyna loď. Tato čtvrť je opuštěná kvůli válce dvou gangů – Dead Eels a Hatters. Daudovi se podaří dostat se až na břeh řeky přímo k lodi. Zde Daud nalezme Wakefielda v nákladovém prostoru, kde úskostlivě očekává Lizzyn příchod. Daud ho zlikviduje a Lizzy se opět chopí velení gangu. Když už konečně chtějí odplout, zjišťují, že zanedbávaný gang pod velením Wakefielda umožnil gangu Hatters ukrást důležitou cívku z lodního motoru. Kvůli tomu je loď nehybná.
Daud se vydává do úkrytu gangu Hatters, který je ve zdejší textilní továrně. Zde nalézá vůdce gangu jménem Geezer a jeho opatrovníka Trimbla. Trimble Daudovi oznámí, že mu dá cívku pod podmínkou, když opraví mechanismus ve stokách. Ten přestal fungovat, kvůli čemuž odvodnil kanál, který byl nutný k chodu vodou poháněných strojů zdejší továrny. Daud tedy putuje do kanalizace, kde se setkává se skupinou brigmorských čarodějnic. Ty Daud porazí a zprovozní mechanismus.
Když se Daud vrátí do továrny, má dvě možnosti k získání cívky, která je uskladněná za zamklými dveřmi. Buď požádat Trimbla, který mu kód ke dveřím dá, nebo Trimbla zlikvidovat a umožnit si tak rozhovor s Geezerem. Ten mu řekne kód, ale pouze pokud Geezera zabije. Jelikož je Geezer udržován při životě pomocí stroje, tak se dá zabít tak, že se stroj vypne. V tom případě se však aktivuje zařízení, které celou továrnu zamoří smrtícím toxinem. Podle Geezerových slov si jeho gang Hatters zaslouží zemřít kvůli tomu, že už Geezera neposlouchají. Daud se tedy vydá pro cívku a zároveň si vyrobí protijed. Následně zabije Geezera a továrna se zamoří toxinem, ale díky protijedu Daud uprchne pryč. V obou variantách se tedy s cívkou vrátí k Lizzy.
Díky provozuschopném stavu lodi Lizzy dopraví Dauda k panství Brigmore, kde sídlí brigmorské čarodějnice a Delilah. Když se Daud infiltruje dovnitř, z rozhovoru dvou čarodějnic zjistí Delilin plán. Má v plánu své vědomí přesunout do těla Emily, díky čemuž by se stala císařovnou. Později se Daud skrz magický obraz dostane do doupěte Delilah, které je v Prázdnotě (The Void). Zde je možné čarodějnici zlikvidovat dvěma způsoby. Buď ji zabít přímo v boji, nebo nahradit obraz Emily obrazem Prázdnoty. Kvůli tomu se rituál překazí a Delilah zmizí pryč v bílém portálu. V obou variantách tak Daud zachrání Emily.
Závěrečná scéna ukazuje, jak Daud konfrontuje Corva. Sám Daud mu upřímně říká, že vraždy císařovny lituje, a jestliže má Corvo Dauda zabít, tak ať. Pokud je nízký chaos (nízký počet zabitých), tak Corvo Dauda ušetří a odejde pryč (dle druhého dílu je tento příběhový konec kanonický). Pokud je vysoký chaos (vysoký počet zabitých), tak Corvo Dauda zabije.